# الجمعية السعودية للدراسات الأثرية
الجمعية السعودية للدراسات الأثرية أنشئت بموجب القرار الذي اتخذه مجلس جامعة الملك سعود في اجتماعه بتاريخ 12 شعبان 1401هـ على أن يكون مقرها بالجامعة نفسها واضعة إطارًا عامًا لنشاط هذه الجمعية يتمثل في السعي للمحافظة على التراث ودعم البحث الأثري والتراثي، وإنشاء المتاحف، وتنمية المهارة الأثرية والتراث التقليدي والحرف والصناعات والعمارة التقليدية"

## أهداف الجمعية
- تنمية البحث العلمي وتطويره في مجال تخصص الجمعية.
- إتاحة الفرصة أمام المهتمين للإسهام إلى جانب الجمعية في حركة التقدم العلمي.
- تسهيل التبادل العلمي بين الجمعية وغيرها من المؤسسات والهيئات ذات العلاقة داخل المملكة العربية السعودية.
- عمل الدراسات اللازمة وتقديم المشورة لرفع مستوى الأداء في مجالات اهتمام الجمعية والمؤسسات المختلفة.[2]

## نشاط الجمعية
```
تعمل الجمعية على تحقيق أهدافها عبر مجموعة من الوسائل المناسبة بما يتيح لها ممارسة الأنشطة التالية:
```

- تشجيع إعداد البحوث العلمية في مجال اهتمام الجمعية وما يتصل به من مجالات المعرفة، ومن ثم نشر هذه البحوث وتوزيعها مع الهيئات المعنية فضلاً عن تبادلها معهم.
- بحث القضايا المتصلة بمجالات اهتمام الجمعية بعد موافقة الجهات المختصة في الجامعة من خلال عقد المؤتمرات والندوات والحلقات الدراسية.
- العناية بنشر البحوث والدراسات التي تمثل مجالات اهتمام الجمعية من خلال إصدار مجلة أو نشرة دورية تعنى بذلك.
- دعم مجال اختصاص الجمعية من خلال تمظيم المسابقات العلمية والثقافية.
- القيام بالرحلات العلمية بعد صدور موافقة الجهات ذات العلاقة في الجامعة.[3]

## عضوية الجمعية
- عضوية شرفية.
- عضوية عاملة.
- عضوية انتساب.[4]

## شروط وإجراءات العضوية
يشترط توافر عدد من الصفات في العضو الذي يريد الانضمام للجمعية:
- أن يكون طيب السمعة، وحسن السيرة والسلوك.
- أن يتقدم طالب العضوية إلى الجمعية بطلب انضمام لها.
- الالتزام بدفع المقابل المادي الخاص برسوم التسجيل والاشتراكات السنوية.[5]

## وصلات خارجية
- الجمعية السعودية للدراسات الأثرية.. جهود موزعة بين دعم البحث وإنشاء المتاحف وتنمية المهارات
- د.الغزي رئيساً لمجلس الجمعية السعودية للدراسات الأثرية